# AGCテクノグラス
AGCテクノグラス株式会社（エイジーシーテクノグラス）は、AGCグループにおける、特殊ガラス事業領域での製造・開発をミッションとする会社。

## 解説
前身となる岩城硝子株式会社は1883年（明治16年）の創業以来、130年以上に渡り、特殊ガラスを手掛けてきた。60年代には耐熱ガラス食器や電球、80年代にはテレビのディスプレイ用部材、現在はカメラを始めとした画像認識に関わる電子部材などの事業を展開している。
1999年に東芝硝子株式会社と合併し、旭テクノグラス株式会社が設立される。耐熱ガラス食器では「iwaki」・理化学用品では「IWAKI」ブランドで展開。
2005年にAGC株式会社の100%子会社となり、2007年に現在の社名となる。

## 製品情報

### 電子・光学部材

#### 赤外線吸収ガラスフィルター
デジタルカメラ用視感度補正フィルター
携帯電話のカメラ、監視カメラ、車載用カメラなど、デジタルカメラで使用されるCCDやCMOSと呼ばれるイメージセンサーの感度を、人間の視感度に合わせるためのガラスフィルター。

#### 高屈折率ガラス基板
次世代ディスプレイに使われるガラス基板
AR（Augmented Reality：拡張現実）グラスやMR（Mixed Reality：複合現実）グラス、いわゆるスマートグラスなどに使用される高屈折率・高透過率のガラス基板半導体パッケージ用ガラス基板。

#### 半導体、MEMS等のパッケージ用ガラス基板
半導体やMEMSのパッケージ市場でニーズの高い、幅広い熱膨張係数（CTE：Coefficient of Thermal Expansion） のラインアップを特徴とした新しいガラス基板。

#### SWガラス基板
シリコンと非常に近い膨張係数を持つガラス。常温から高温域にわたってシリコンと非常に近い膨張特性を持っている。また、陽極接合によりシリコン基板と接合一体化することが可能。これらの特性を生かして、シリコンを基材とするMEMSセンサー等の台座基板として用いることができ、シリコンに余計な歪みを与えることなく、高精度なセンシングを可能とする。

#### レンズ製品
耐熱・耐久性に優れた、ガラスモールドレンズ製品。ホウケイ酸ガラスによる耐熱性・耐久性に優れたプロジェクター用フライアイレンズ・マルチレンズアレイ・コンデンサーレンズ。 複雑な金型設計と高精度なレンズ成形技術、多種コーティング技術によって、光をコントロールすることができる。

#### 工業用ガラス製品
ガラス管・採光用ガラス瓦など、耐熱・耐久性に優れたガラスでさまざまな製品を提供。耐熱ガラスとして知られるホウケイ酸ガラスを中心に各種成形・加工技術により様々な製品を提供。石油ストーブの燃焼筒、トンネルや工場施設等の防爆用照明カバー、飲酒検査、学校教材の検知管用ガラス、住宅・採光用ガラス瓦などに使われている。

#### ガラス線量計
自然放射線から放射線治療レベルまで広範囲の放射線量を高精度で測定。
放射線被曝により蛍光中心が生成される銀活性リン酸ガラスを用いた放射線被ばく量測定システム。ガラス線量計は、一定期間ごとの被曝線量測定を行いながら、この期間の蓄積により被曝管理が正確にできる。原子力発電所などの原子力施設従事者の個人被曝管理用、環境放射線モニタリング用、医療機関における放射線治療の照射線量確認用など広範囲に用いられている。

### ハウスウエア

#### 耐熱ガラス食器事業（ブランド：iwaki）
料理の下ごしらえ・調理・保存や食器そのものとしても毎日使える耐熱ガラス食器、ホウケイ酸ガラスの優れた耐熱性・耐薬品性を活かした家庭で使用される食器類・調理道具（ボウル、メジャーカップ、ティーポット、コーヒーポット、食品保存容器等）を企画、製造、販売。

### 理化学用製品

#### 理化学用ガラス製品（ビーカー・フラスコ・他）（ブランド：IWAKI）
高品質な理化学実験用耐熱ガラス製品
ホウケイ酸ガラスの優れた耐熱性・耐薬品性・寸法安定性を活かした、理科学実験で使われる各種容器（ビーカー、フラスコ等）や計量器（メスシリンダー、ピペット等）

#### ティッシュカルチャー
細胞培養製品「IWAKI」ブランド細胞培養用プラスチック製品。細胞培養用プラスチック製品は、IWAKIブランドとして1994年に販売をスタート。国内工場を拠点に厳しい品質管理の下、原料調達から生産、検査を実施した各種細胞培養用プラスチック製品を、研究者の皆様へ提供。高品質の細胞培養用製品を通じ、世界のライフサイエンスの発展に貢献。